# Saint-Gorgon (Vosges)
Pour les articles homonymes, voir Saint-Gorgon.
Saint-Gorgon est une commune française située dans le département des Vosges en région Grand Est.
Ses habitants sont appelés les Saint-Gorgonnais.

## Géographie

### Localisation
Saint-Gorgon est sur les rives de l'Arentèle.
| Rambervillers |               | Jeanménil |
|               | Saint-Gorgon  |           |
| Vomécourt     | Sainte-Hélène | Autrey    |

### Géologie et relief
La commune se compose de 51,74 hectares de territoires artificialisés (8,87 %), 248,50 hectares de territoires agricoles (42,62 %), 282,65 hectares de forêts et milieux semi-naturels (48,48 %) et de 0,02 hectares de surfaces en eau (0,00 %).
Espaces naturels :
- Un espace protégé Natura 2000 : Bassigny, partie Lorraine[3],
- Une zone naturelle d'intérêt écologique, faunistique et floristique (Znieff) :  Vôge et Bassigny[4].

### Hydrographie et les eaux souterraines
Hydrogéologie et climatologie : Système d’information pour la gestion des eaux souterraines du bassin Rhin-Meuse :
Territoire communal : Occupation du sol (Corinne Land Cover); Cours d'eau (BD Carthage),
Géologie : Carte géologique; Coupes géologiques et techniques,
 Hydrogéologie : Masses d'eau souterraine; BD Lisa; Cartes piézométriques.
La commune est située dans le bassin versant du Rhin au sein du bassin Rhin-Meuse. Elle est drainée par la Mortagne, le ruisseau de la Colline des Eaux, l'ruisseau l'Arentele et le ruisseau Ancienne Mortagne,.
La Mortagne, d'une longueur totale de 74,6 km, prend sa source dans la commune de Saint-Léonard et se jette dans la Meurthe à Mont-sur-Meurthe, après avoir traversé 26 communes.
Le ruisseau de la Colline des Eaux, d'une longueur totale de 10,8 km, prend sa source dans la commune de Jeanménil et se jette dans la Mortagne à Rambervillers, après avoir traversé quatre communes.
L'Arentèle, d'une longueur totale de 21,1 km, prend sa source dans la commune de Bruyères et se jette dans la Mortagne sur la commune, après avoir traversé cinq communes.

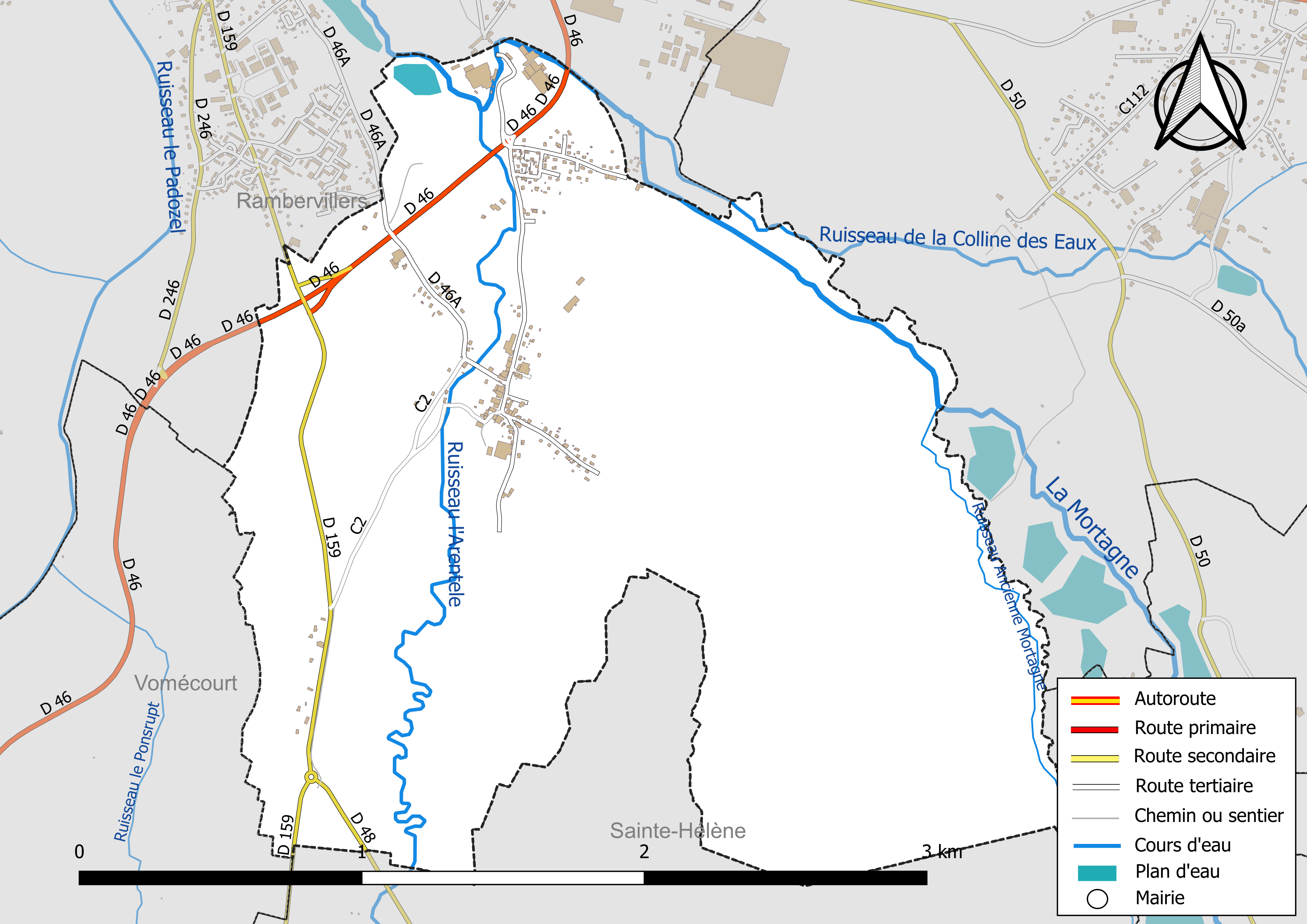
Réseaux hydrographique et routier de Saint-Gorgon.

La qualité des eaux des cours d’eau peut être consultée sur un site dédié géré par les agences de l’eau et l’Agence française pour la biodiversité.

### Climat
Pour des articles plus généraux, voir Climat du Grand Est et Climat des Vosges.
En 2010, le climat de la commune est de type climat des marges montargnardes, selon une étude du Centre national de la recherche scientifique s'appuyant sur une série de données couvrant la période 1971-2000. En 2020, Météo-France publie une typologie des climats de la France métropolitaine dans laquelle la commune est exposée à un climat semi-continental et est dans la région climatique  Vosges, caractérisée par une pluviométrie très élevée (1 500 à 2 000 mm/an) en toutes saisons et un hiver rude (moins de 1 °C). 
Pour la période 1971-2000, la température annuelle moyenne est de 9,6 °C, avec une amplitude thermique annuelle de 17 °C. Le cumul annuel moyen de précipitations est de 896 mm, avec 12,8 jours de précipitations en janvier et 10,4 jours en juillet. Pour la période 1991-2020, la température moyenne annuelle observée sur la station météorologique de Météo-France la plus proche, « Roville », sur la commune de Roville-aux-Chênes à 8 km à vol d'oiseau, est de 10,3 °C et le cumul annuel moyen de précipitations est de 833,3 mm. 
La température maximale relevée sur cette station est de 40 °C, atteinte le 25 juillet 2019 ; la température minimale est de −24,5 °C, atteinte le 2 janvier 1971,,. 
Les paramètres climatiques de la commune ont été estimés pour le milieu du siècle (2041-2070) selon différents scénarios d'émission de gaz à effet de serre à partir des nouvelles projections climatiques de référence DRIAS-2020. Ils sont consultables sur un site dédié publié par Météo-France en novembre 2022.

## Urbanisme

### Typologie
Au 1er janvier 2024, Saint-Gorgon est catégorisée commune rurale à habitat dispersé, selon la nouvelle grille communale de densité à sept niveaux définie par l'Insee en 2022.
Elle appartient à l'unité urbaine de Rambervillers, une agglomération intra-départementale regroupant deux  communes, dont elle est une commune de la banlieue,,. Par ailleurs la commune fait partie de l'aire d'attraction de Rambervillers, dont elle est une commune de la couronne,. Cette aire, qui regroupe 15 communes, est catégorisée dans les aires de moins de 50 000 habitants,.

### Occupation des sols
L'occupation des sols de la commune, telle qu'elle ressort de la base de données européenne d’occupation biophysique des sols Corine Land Cover (CLC), est marquée par l'importance des forêts et milieux semi-naturels (48,4 % en 2018), une proportion identique à celle de 1990 (48,4 %). La répartition détaillée en 2018 est la suivante : 
forêts (46,3 %), zones agricoles hétérogènes (24,4 %), terres arables (13,6 %), zones urbanisées (7,5 %), prairies (4,8 %), milieux à végétation arbustive et/ou herbacée (2,1 %), espaces verts artificialisés, non agricoles (1,4 %). L'évolution de l’occupation des sols de la commune et de ses infrastructures peut être observée sur les différentes représentations cartographiques du territoire : la carte de Cassini (XVIIIe siècle), la carte d'état-major (1820-1866) et les cartes ou photos aériennes de l'IGN pour la période actuelle (1950 à aujourd'hui).

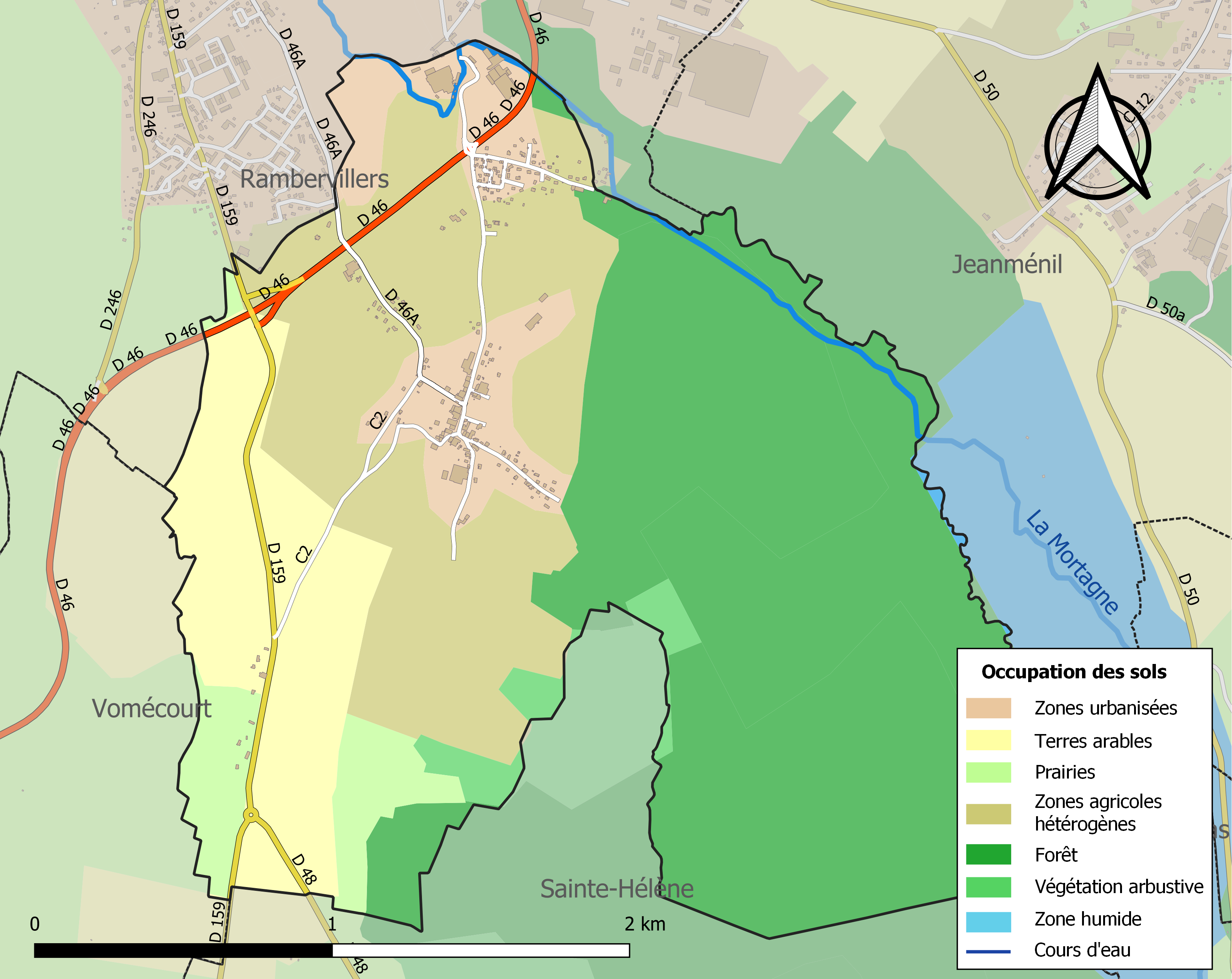
Carte des infrastructures et de l'occupation des sols de la commune en 2018 (CLC).

## Toponymie
Le nom de la localité est attesté sous les formes Saint Gergonne (1360) ; Sanct Gergoine (134 [?]) ; Saint Girgone (1396) ; Saint Girgoinne (1404) ; Sanct Gergoinne (1419) ; Sanct Gergoine (1458) ; Ste Gergonne (1656) ; Saint-Gorgon (1711).

Saint-Gorgon est un hagiotoponyme qui fait référence à Gorgonius, un soldat romain martyrisé en Grèce, dont le corps a été ramené en 765 par l'évêque de Metz Chrodegang.

## Histoire
L'implantation romaine est attestée par la présence d'une voie romaine (chemin Sondrot),.
La seigneurie foncière de Saint-Gorgon appartenait à l’abbesse du chapitre d’Épinal qui nommait le maire, le lieutenant et le greffier et tenait le plaid banal. La haute justice était au duc de Lorraine.
Au spirituel, Saint-Gorgon formait avec Sainte-Hélène, une paroisse dont la collation appartenait à l’abbesse de Remiremont qui percevait les deux tiers des dîmes, l’autre tiers étant au curé. Saint-Gorgon fut ensuite annexe de la paroisse de Rambervillers et bénéficiait des services d’un vicaire spécial qu’elle rémunérait.

## Politique et administration
| Période                                  | Période                       | Identité         | Étiquette | Qualité      |
| ---------------------------------------- | ----------------------------- | ---------------- | --------- | ------------ |
| Les données manquantes sont à compléter. |                               |                  |           |              |
|                                          | mars 2001                     | Roger Noël       |           |              |
| mars 2001                                | En cours (au 18 février 2015) | François Antonot |           | Ancien cadre |

### Budget et fiscalité 2023

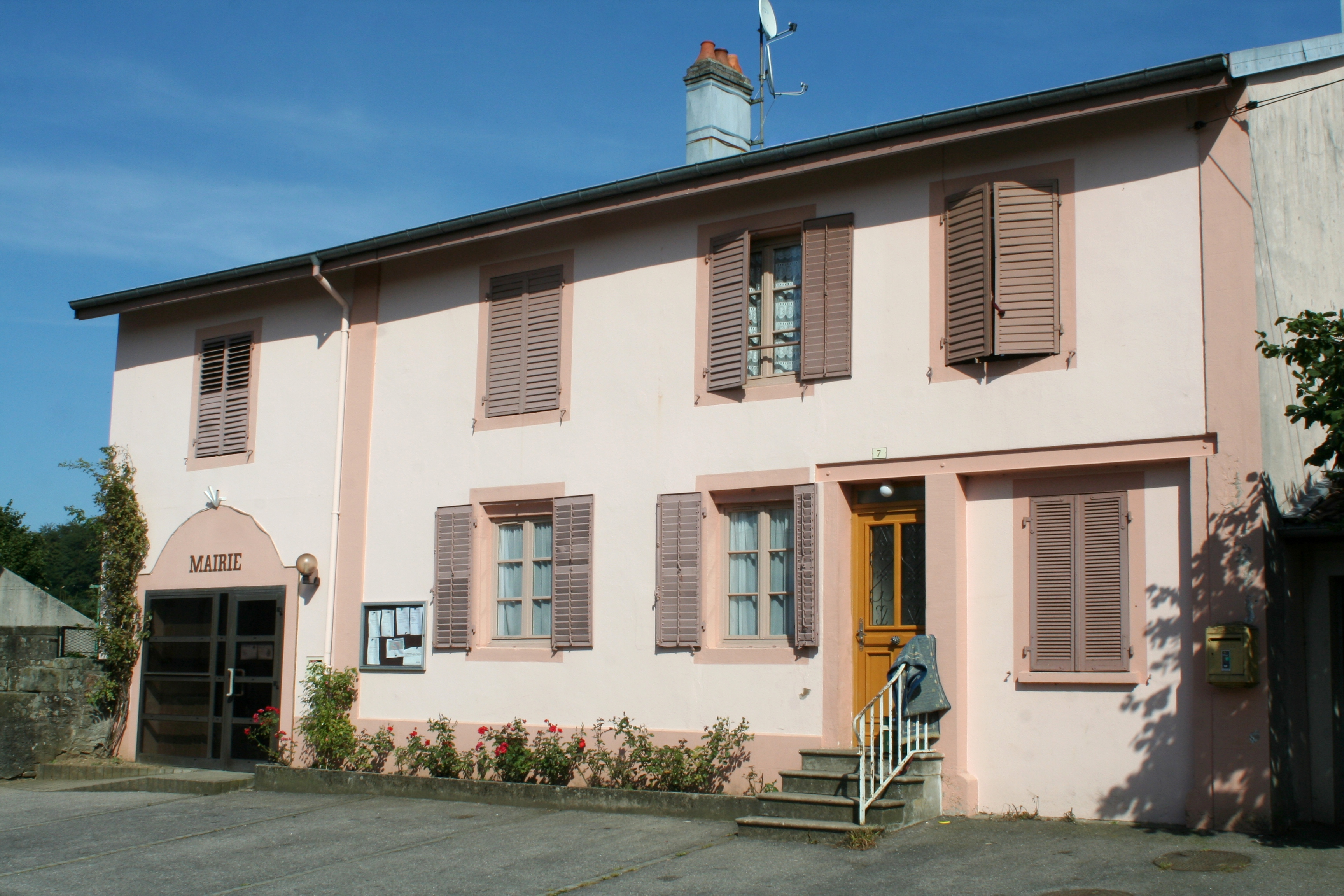
La mairie.

En 2023, le budget de la commune était constitué ainsi :
- total des produits de fonctionnement : 276 000 €, soit 710 € par habitant ;
- total des charges de fonctionnement : 175 000 €, soit 451 € par habitant ;
- total des ressources d'investissement : 101 000 €, soit 259 € par habitant ;
- total des emplois d'investissement : 293 000 €, soit 755 € par habitant ;
- endettement : 126 000 €, soit 324 € par habitant.

Avec les taux de fiscalité suivants :
- taxe d'habitation : 19,70 % ;
- taxe foncière sur les propriétés bâties : 39,86 % ;
- taxe foncière sur les propriétés non bâties : 19,76 % ;
- taxe additionnelle à la taxe foncière sur les propriétés non bâties : 0,00 % ;
- cotisation foncière des entreprises : 0,00 %.

Chiffres clés Revenus et pauvreté des ménages en 2021 : médiane en 2021 du revenu disponible, par unité de consommation : 21 910 €.

## Population et société

### Démographie

#### Évolution démographique
L'évolution du nombre d'habitants est connue à travers les recensements de la population effectués dans la commune depuis 1793. Pour les communes de moins de 10 000 habitants, une enquête de recensement portant sur toute la population est réalisée tous les cinq ans, les populations de référence des années intermédiaires étant quant à elles estimées par interpolation ou extrapolation. Pour la commune, le premier recensement exhaustif entrant dans le cadre du nouveau dispositif a été réalisé en 2007.

En 2022, la commune comptait 366 habitants, en évolution de −8,04 % par rapport à 2016 (Vosges : −2,96 %, France hors Mayotte : +2,11 %).
| 1793 | 1800 | 1806 | 1821 | 1831 | 1836 | 1841 | 1846 | 1856 |
| ---- | ---- | ---- | ---- | ---- | ---- | ---- | ---- | ---- |
| 178  | 178  | 184  | 180  | 248  | 254  | 248  | 207  | 181  |

| 1861 | 1866 | 1876 | 1881 | 1886 | 1891 | 1896 | 1901 | 1906 |
| ---- | ---- | ---- | ---- | ---- | ---- | ---- | ---- | ---- |
| 206  | 185  | 182  | 178  | 193  | 186  | 174  | 161  | 124  |

| 1911 | 1921 | 1926 | 1931 | 1936 | 1946 | 1954 | 1962 | 1968 |
| ---- | ---- | ---- | ---- | ---- | ---- | ---- | ---- | ---- |
| 174  | 311  | 288  | 279  | 328  | 296  | 281  | 300  | 332  |

| 1975 | 1982 | 1990 | 1999 | 2006 | 2007 | 2012 | 2017 | 2022 |
| ---- | ---- | ---- | ---- | ---- | ---- | ---- | ---- | ---- |
| 331  | 288  | 300  | 330  | 375  | 381  | 401  | 391  | 366  |

### Enseignement
Établissements d'enseignements :
- Écoles maternelles et primaires à Rambervillers, Jeanménil, Vomécourt, Saint-Gorgon.
- Collèges à Rambervillers, Bruyères, Baccarat.
- Lycées à Roville-aux-Chênes, Raon-l'Étape.

### Santé
Professionnels et établissements de santé :
- Médecins à Rambervillers, Grandvillers, Sercoeur, Brouvelieures, Magnières, Baccarat.
- Pharmacies à Rambervillers, Magnières, Baccarat, Bruyères, Raon-l'Étape.
- Hôpitaux à Rambervillers, Baccarat, Bruyères, Raon-l'Étape, Châtel-sur-Moselle.

### Cultes
- Culte catholique, Paroisse Sainte-Libaire-de-Rambervillers[35], Diocèse de Saint-Dié.

## Culture locale et patrimoine

### Lieux et monuments

L'église Saint-Gorgon.
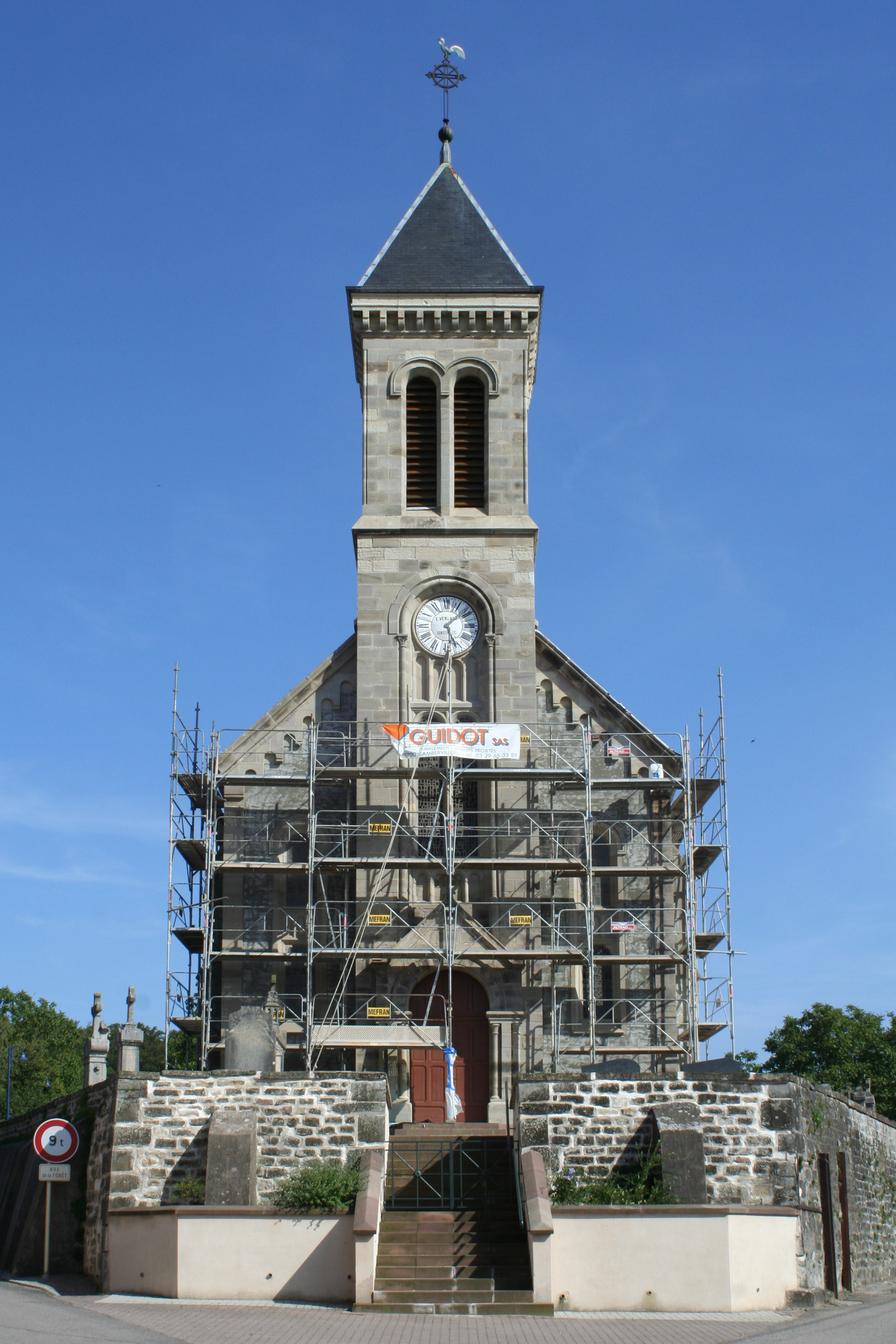
Façade occidentale de l'église.
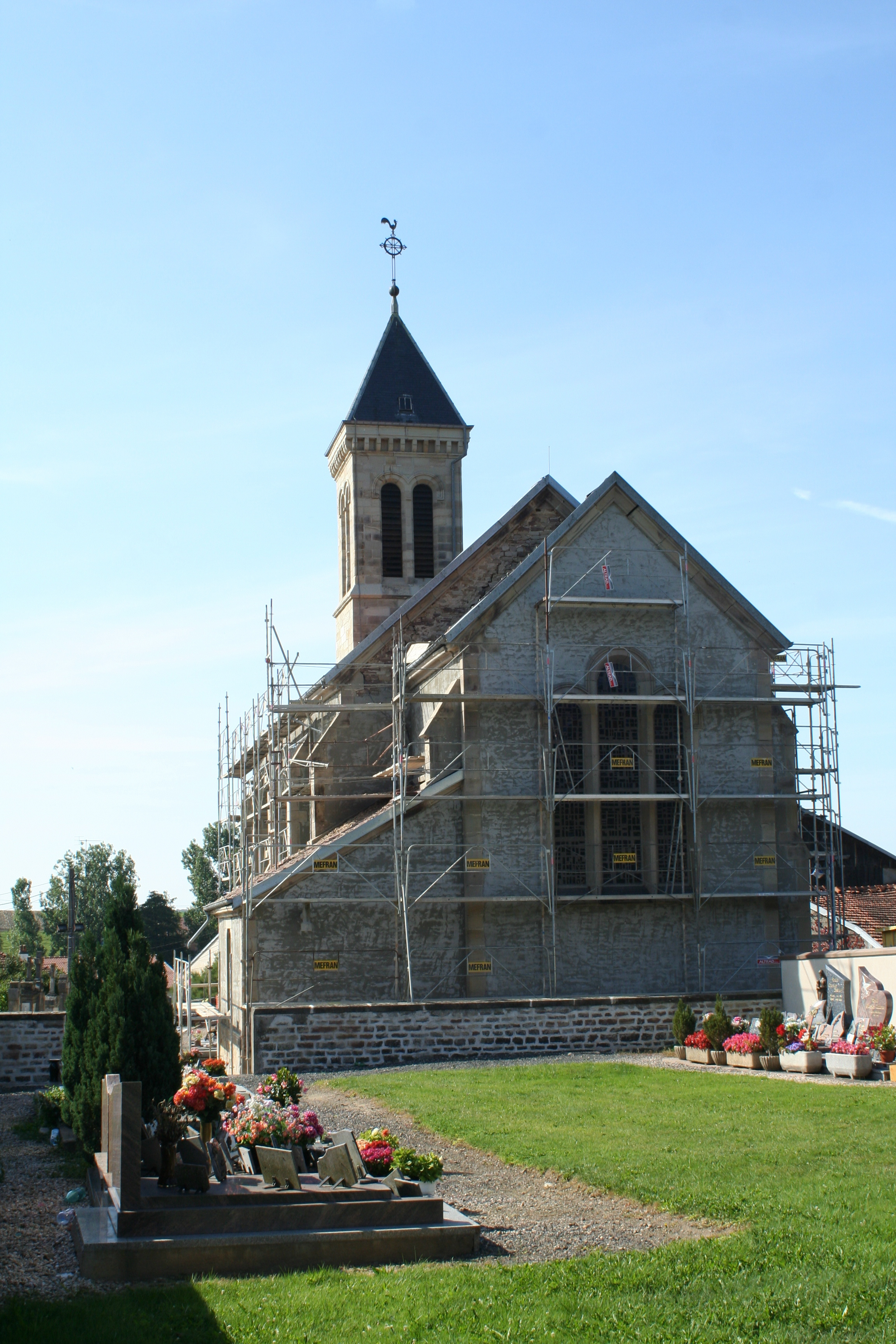
Chevet.
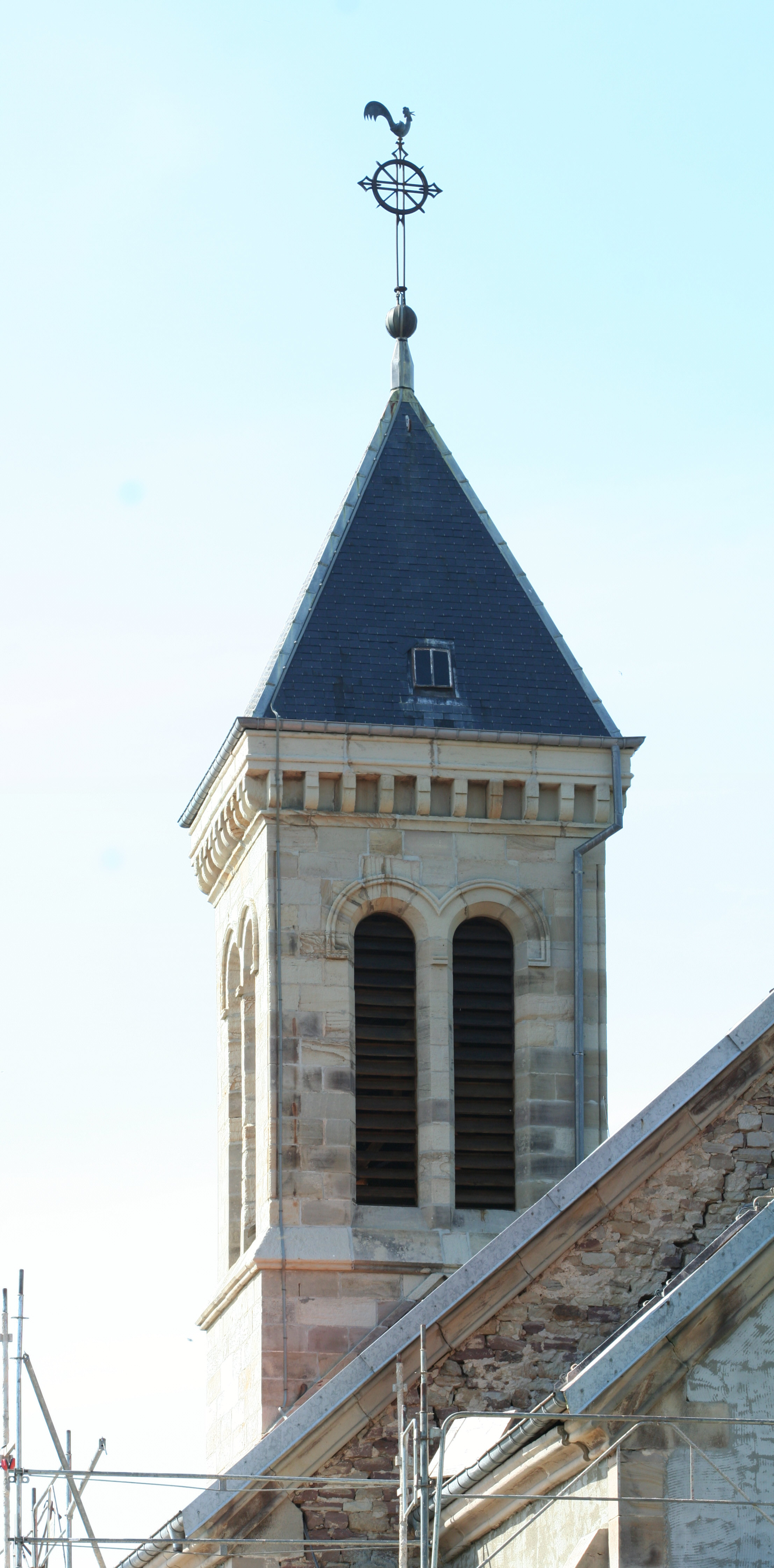
Clocher.

- L'église Saint-Gorgon date du XIXe siècle.
- L'ancienne usine métallurgique de Fonteny, fondée au XVIIIe siècle, est recensée par le service régional de l'Inventaire général du patrimoine culturel[36]. Le bâtiment est actuellement utilisé comme maison.
- Monument aux morts[37],[38].

### Personnalités liées à la commune
- Édouard Fournier, directeur des chemins de fer des Vosges, ingénieur des Ponts et Chaussées[39],[40]

## Pour approfondir